# أنتوني وليامز
أنتوني وليامز (بالإنجليزية: Anthony Williams)‏ (20 سبتمبر 1977 المملكة المتحدة - ) هو لاعب كرة قدم بريطاني يلعب كحارس مرمى.

## روابط خارجية
- أنتوني وليامز على موقع قاعدة بيانات كرة القدم.إي يو (الإنجليزية)
- أنتوني وليامز على موقع Soccerbase.com (لاعب) (الإنجليزية)